# Пежо тип 9
Пежо тип 9 (фр. Peugeot Type 9) је моторно возило произведено 1894. - 1897. од стране француског произвођача аутомобила Пежо у њиховој фаубрици у Валантину. У тој години је произведено 87 јединица. Ово је први Пежоов аутомобил опремљен Мишленовим пнеуматицима.
Возило је покретао Дајмлеров четворотактни, двоцилиндрични мотор снаге 3-3,75 КС и запремине 1.282 cm³. Мотор је постављен позади и преко ланчаног преноса давао погон на задње точкове. Максимална брзина возила је 18 км/ч.
Међуосовинско растојање је 165 цм, а размак точкова 129 цм напред и 131 цм позади. Дужина возила је 255 цм, ширина 142 цм и висина 160 цм. Облик каросерије је Vis-à-vis са простором за четири особе.

## Галерија
- Пежо тип 9 на изложби у Велсу 1895.
- Пежо тип 9 на изложби у Велсу 1895.
- Пежо тип 9 на изложби у Велсу 1895.